# Lido Galletto
Lido Galletto (Caniparola, 7 giugno 1924 – Carrara, 18 gennaio 2011) è stato un partigiano e storico italiano.
È stato comandante partigiano antifascista, con il nome di battaglia "Orti" durante la Resistenza
Dopo aver frequentato l'Accademia di Belle Arti a Firenze, dopo l'8 settembre organizza una formazione partigiana, la «Orti», di ispirazione anarco-comunista, che poi si unirà alla Brigata Garibaldi “Ugo Muccini", formando uno dei distaccamenti più importanti, l'“Ubaldo Cheirasco”; fu ferito al torace da una bomba a mano durante un combattimento.
Cittadino onorario del Comune di Fosdinovo, dal dopoguerra divenne studioso e divulgatore dei fatti della Resistenza nel territorio della Linea Gotica occidentale. In particolare nell'opera Il ribelle Carlin (2002) racconta la storia del compagno Nello Masetti, eroe partigiano della Brigata Garibaldi.
Lido Galletto è stato inoltre pittore, scrittore e documentarista, ha contribuito molto alla pubblicazione di libri sulla guerra di liberazione, come “La lunga estate”, uscito nel 1995 e reiditato nel 2006, e alla nascita degli “Archivi della Resistenza” e del “Parco della memoria-29 novembre” di Caniparola.
I funerali del “comandante Orti” si sono conclusi con la tumulazione nel cimitero della sua Fosdinovo.

## Opere principali
- Umanità non sepolta : l'orizzonte nel profilo delle colline, Firenze, Pan Arte, 1982.
- Racconti di ieri e di oggi, Massa, Ceccotti, 1996.
- Dal Bardine all'Aulella. Cronache della guerra partigiana nell'anno 1944 nella Bassa Lunigiana, Massa, Ceccotti, 1997.
- Memorie e documenti sulle vicende della popolazione delle Prealpi Occidentali Apuane, della Bassa Lunigiana e dei paesi a monte di Carrara durante la guerra 1943-45, Massa, Ceccotti, 1999.
- Gli scomparsi, Massa, Ceccotti, 1999.
- Il ribelle Carlin, Carrara, Ed. Acrobat, 2002.
- A coloro che... perché conoscano, Carrara, Ed. Acrobat, 2003.
- Storie di giovani eroi : atti da ricordare nella resistenza apuo-lunense (con Giorgio Lindi), Carrara, Società Editrice Apuana, 2004.
- La Lunga Estate, Carrara, Ed. Acrobat, 2006.